# Сипонто
Сипонто (итал. Siponto) — приморская фракция в коммуне Манфредония в исторической области Давния в регионе Капитаната на севере Апулии на юге Италии, на берегу залива Манфредония Адриатического моря, на заболоченной низменности Таволиере у подножья гор Гаргано, вдающи[ся полуостровом в Адриатическое море, к северу от устья Канделаро.
В устье Канделаро находится озеро Сальсо (ex Daunia Risi), которое представляет собой обширное пресное искусственное водохранилище с обширными зарослями тростника и затопленными болотами. Комплекс сообщающихся прибрежных водно-болотных угодий играет важную роль как район отдыха, зимовки и размножения на путях миграции птиц, пересекающих Средиземное море. Здесь зимуют до 30 000 водоплавающих птиц многочисленных видов. В середине 1990-х годов здесь начала гнездиться крупнейшая на материковой части Италии колония красных фламинго (Phoenicopterus ruber). Из других редких видов — шилоклювка (Recurvirostra avosetta), морской голубок (Chroicocephalus genei), черноголовая чайка (Ichthyaetus melanocephalus), чайконосая крачка (Gelochelidon nilotica).

## История
Древний город греки называли Сипунт (др.-греч. Σιπιούς). Его основание греки приписывали Диомеду. По Страбону получил название от выбрасываемых на берег каракатиц (др.-греч. σηπία, лат. sepia).
Был включён в территорию города Арпи, для которого служил якорной стоянкой. Во второй Пунической войне Арпи сдался Ганнибалу. По землях отпавшего города римляне основали колонию Сипонт (лат. Sipontum).
На склонах Гаргано паслись стада, принадлежавшие богатым жителям города. Был важен как портовый и торговый город. В XII—XIII вв. сипонтские купцы через порт экспортировали местную аграрную продукцию, доставляемую из Трои, расположенной во внутренней части Капитанаты. Это было зерно, продукты скотоводства, в меньшей мере — вино. В некоторых грамотах XIII века упоминаются науклерии — судовладельцы, подчас совершавшие плавания на своих кораблях и принадлежавшие к патрициату. Однако нормандское королевство Сицилия усилило венецианцев, генуэзцев, пизанцев в ушерб купцам Южной Италии. В период феодальной анархии — в начале XIII века внешняя торговля оживилась. Король Сицилии Федериго II однако поддерживал купцов Северной и Средней Италии, в частности венецианцев, которые платили меньшие пошлины в Апулии. Государство почти полностью монополизировало вывоз зерна. В анжуйскую эпоху положение купцов Мольфетты, Монополи, Сипонто и других апулийских городов стало ещё хуже (тем более, что с них часто взимались принудительные займы). В основном осталась лишь ограниченная возможность торговли с Левантом. Роль порта стала пассивной, здесь обслуживали иностранных купцов. Апулийские купцы переключились на производство сельскохозяйственной продукции, которую продавали иностранным купцам.
Епископом Сипонта в конце V века — начале VI века был святой Лаврений Сипонтский. При герцоге Беневенто Ромуальде I (662—687) территория Сипонтского диогеза передана кафедре в Беневенто. Кафедра в Сипонте восстановлена при папе Бенедикте IX.
Землетрясение на Гаргано 1223 года по мнению учёных Национального института геофизики и вулканологии Италии (INGV) является сомнительным событием.
В 1256 году жители Сипонта полностью переселены в соседнюю Манфредонию.
Сохранился собор св. Марии Великой (Санта-Мария-Маджоре), построенный в середине XI века и перестроенный в XIII веке. Собор — романский, но с элементами, близкими к византийской (квадратный в плане, с куполом на четырёх опорах) и армянской (слепая аркада на колонках в интерьере и экстерьере) архитектуре. Также сохранилась обширная крипта (на 20 колоннах) и раннехристианский саркофаг в качестве престола собора. Также сохранилась аббатская церковь Сан-Леонардо.

## Литературы
- Абрамсон, Мэри Лазаревна. К проблеме типологии южноитальянских городов XII-XIII вв. // Средние века : Сборник. Вып. 51. — Москва: Наука, 1988. — 375 с. — ISBN 5-02-008925-7.